# Haworthia emelyae var. comptoniana
Haworthia emelyae var. comptoniana, una variedad de Haworthia emelyae, es una  planta suculenta perteneciente a la familia Xanthorrhoeaceae. Es originaria de Sudáfrica.

## Descripción
Es una planta suculenta perennifolia alcanza un tamaño de 2 a 20 cm de altura. Se encuentra a una altitud de 500 a 1000 metros en Sudáfrica.

## Taxonomía
Haworthia emelyae var. comptoniana fue descrita por (G.G.Sm.) J.D.Venter & S.A.Hammer y publicado en  Cactus and Succulent Journal 69: 77, en el año 1997.
Sinonimia
- Haworthia comptoniana G.G.Sm.
- Haworthia retusa var. comptoniana (G.G.Sm.) Halda[4]